# 蘇琰 (萬曆進士)
苏琰，福建晉江縣人，明朝政治人物，同進士出身。
万历四十一年（1613年）癸丑科进士，授行人，擢御史，后被罷免，之後再次起用，巡按贵州。